# NGC 5794
NGC 5794 је спирална галаксија у сазвежђу Волар која се налази на NGC листи објеката дубоког неба.
Деклинација објекта је + 49° 43' 33" а ректасцензија 14h 55m 53,6s. Привидна величина (магнитуда) објекта NGC 5794 износи 13,6 а фотографска магнитуда 14,4. NGC 5794 је још познат и под ознакама UGC 9610, MCG 8-27-32, CGCG 248-27, PGC 53378.